# Nánay István
Nánay István (Budapest, 1938. február 23. –) magyar újságíró, kritikus, egyetemi tanár.

## Életpályája
Szülei: Nánay Sándor és Arányi Margit voltak. 1956-1961 között a Budapesti Műszaki és Gazdaságtudományi Egyetem Villamosmérnök Karán tanult. 1961-1970 között a Gamma Művekben mérnök-technológusként dolgozott. 1966-1970 között az Eötvös Loránd Tudományegyetem Bölcsészettudományi Karának magyar-népművelés szakos hallgatója volt. 1970-1976 között a Csepel című üzemi lap munkatársa volt. 1973-tól a Magyar Színházművészeti Szövetség tagja. 1976-2003 között a Színház című folyóirat munkatársa, 1990-2003 között főszerkesztő-helyettese volt. 1982-től a Nemzetközi Újságíró szövetségének tagja. 1986-1990 között a Magyar Tudományos Akadémia Színháztudományi Bizottságának tagja volt. 1987-1989 között a Világszínház felelős szerkesztője volt.
1988-1989 között a Népművelési Intézet kritikus képző tanfolyamának oktatója volt. 1991 óta a marosvásárhelyi Szentgyörgyi István Színiakadémia oktatója. 1991-1993 között a Miskolci Egyetem tanára volt. 1992 óta a Színház- és Filmművészeti Főiskola pedagógusa. 1993-2000 között a Zsámbéki Tanítóképző Főiskola tanára volt. 1995 óta az ELTE-n oktat.

## Magánélete
1966-ban házasságot kötött Blazsó Mariann-nal. Két gyermekük született: Fanni (1972) és Bence (1974).

## Művei
- Magyar televízióművészet 1957-77 (1978)
- Az amatőr színjátszás kritikája (1980)
- A színésznevelés breviáriuma (szerkesztette, 1983)
- Harag György színháza (1992)
- Dramaturgiai olvasókönyv (szerkesztette, 1993)
- A színpadi rendezésről (1999)
- Indul a Katona. Egy színházalapítás háttere (1999)
- Bausch (szerkesztette, 2000)
- Rendezte: Harag György (szerkesztette, 2000)
- Ruszt (2002)
- Ruszt József: A Föld lapos és négy angyal tartja (szerkesztette, 2004)
- Tanodától - egyetemig (2005)
- Profán szentély. Színpad a kápolnában (2008)
- A második életmű. Székely Gábor és a színházcsinálás iskolája. (2016 - Társszerkesztő)[1] Balassa Kiadó - Arktisz Kiadó. ISBN 978-963-506-974-3